# SV인베스트먼트
SV인베스트먼트 주식회사(영어: SV Investment)는 대한민국의 투자회사이다.

## 투자 기업
- 리벨리온
- BMC
- 다원메닥스